# Aliens vs. Predator: Requiem
Aliens vs. Predator: Requiem (de l'original en anglès o bé Alien vs. Predator 2 a Espanya) és una pel·lícula de 2007 dirigida pels germans Strause. Seqüela de Alien vs. Predator (2004), Aliens vs. Predator: Requiem va començar a ser rodada al setembre de 2006 per finalment ser estrenada el desembre de 2007. Aquesta pel·lícula no ha estat doblada al català.

## Argument
La pel·lícula comença seguint el final de Alien vs. Predator, la nau depredadora s'allunya de la Terra i torna al seu planeta d'origen. En el camí, una criatura emergeix del cos del Yautja Scar. La criatura s'amaga en la nau fins que és tan gran o més gran que un depredador. És aquí quan el Predalien comença a assassinar la tripulació de la nau. Abans que la nau perdi control i caigui a la Terra, un membre de la tripulació aconsegueix enviar un senyal d'alerta al seu món d'origen, la que és captada per Wolf, un solitari yautja que immediatament prepara el seu arsenal i es dirigeix a la Terra.
La nau cau en un bosc a Colorado, Estats Units, i alguns espècimens que es trobaven en la nau són alliberats. Un home i el seu fill estan caçant en el bosc quan són sorpresos per uns abrazacaras que els ataquen i infesten, d'ells emergeixen dos xenomorfs. Després, alguns abrazacaras es dirigeixen a les clavegueres i infesten a un grup d'indigents que es trobaven allí.
Mentrestant, Wolf arriba a la Terra, ell destrueix evidència de l'existència dels xenomorfs a l'àrea. Wolf segueix els rastres de xenomorf fins a les clavegueres, on col·loca uns paranys i és atacat per alguns xenomorfs. Els segueix però alguns d'aquests escapen cap al poble. Wolf destrueix tota evidència de l'existència dels aliens mitjançant la destrucció de la nau estavellada i dissolent els cossos de les víctimes amb un poderós solvent, així com dels abrazacaras.
Al seu torn, l'ex convicte Dallas Howard (Steven Pasquale) torna a Gunnison després de complir una condemna de presó. És rebut pel xèrif Eddie Morales (John Ortiz) i es reuneix amb el seu germà menor, Ricky (Johnny Lewis), que té un interès romàntic en la seva companya Jessie (Kristen Hager) i està constantment assetjat pel seu xicot Dale i dos dels seus amics. Kelly O'Brien (Reiko Aylesworth) també acaba de tornar al poble després de complir el seu servei militar, i es reuneix amb el seu marit i la seva filla.
Wolf lluita amb un grup d'aliens en els embornals, i quan la batalla arriba a la superfície, els xenomorfs es dispersen per tota la ciutat. Un xenomorf s'escapoleix en la central elèctrica del poble, on baralla amb Wolf, en el mitjà de la baralla, uns cables es trenquen i el poble es queda sense energia. Ricky i Jessie, que estaven en la piscina de l'escola, són interromputs per Dale i els seus amics, els quals es barallen amb Ricky, just quan un alien arriba i mata als amics de Dale. Un altre xenomorf ataca la casa d'O'Brien, matant el seu marit, mentre ella fuig amb la seva filla.
Els xenomorfs comencen a infestar més i més gent, aterrorizando el poble. Un grup de rescat és enviat per la Guàrdia Nacional dels Estats Units, però són ràpidament massacrats pels extraterrestres. Els soldats són massacrats pels xenomorfs i el Predalien es dirigeix a un hospital, on infesta a dones embarassades directament col·locant l'embrió en elles, sense abrazacaras.
Els supervivents, intenten escapar del poble i aconsegueixen fer contacte amb un coronel de la USAF que els diu que hi ha un helicòpter d'evacuació al centre de la ciutat. Kelly sospita de les intencions dels militars, els qui té la intenció de vaporitzar el poble amb un míssil, i amb un petit grup es dirigeix a l'hospital per usar un helicòpter d'emergència, mentre el xèrif Morales i la resta de ciutadans que es van negar a creure que les autoritats pretenien sacrificar-los, esperen a la zona d'evacuació. Wolf entra a l'hospital i troba el niu dels xenomorfs, tractant de destruir-ho. Jessie mor durant el combat entre Wolf i els xenomorfs, mentre que Dallas agafa el canó de Wolf, després que el yautja caigués pel buit d'un ascensor.
Els supervivents arriben a l'helicòpter però són atacats per un xenomorf que després és assassinat. Wolf es troba amb el Predalien en la terrassa de l'hospital i tots dos s'embardissen en una lluita a mort. L'helicòpter es va i els supervivents veuen a un F-22 Raptor disparant un míssil termonuclear que acaba amb els xenomorfs, el predlien, Wolf i tot el poble. L'ona expansiva desestabilitza l'helicòpter pel que aterra d'emergència en el bosc.
Els supervivents cauen en un clar, on són interceptats per la Guàrdia Nacional, que pren l'arma de depredador la qual portaven els supervivents. Després l'arma és portada a la cap d'una companyia anomenada "Yutani", el seu cognom seria part de la companyia Weyland-Yutani, visible en la saga de Alien.

## Repartiment
| Actor             | Paper             |
| ----------------- | ----------------- |
| Steven Pasquale   | Dallas Howard     |
| Reiko Aylesworth  | Kelly O'Brien     |
| Liam James        | Sam               |
| John Ortiz        | Eddie Morales     |
| Johnny Lewis      | Ricky Howard      |
| Ariel Gade        | Molly O'Brien     |
| Kristen Hager     | Jesse             |
| Sam Trammell      | Tim O'Brien       |
| Robert Joy        | Col. Stevens      |
| David Paetkau     | Dale Collins      |
| Tom Woodruff, Jr. | Alien, Pred-Alien |
| Ian Whyte         | Predator, Wolf    |
| Gina Holden       | Carrie Adams      |

## Premis i nominacions

### Golden Schmoes Awards
| Any  | Categoria                          | Nominada                    | Resultat    |
| ---- | ---------------------------------- | --------------------------- | ----------- |
| 2007 | BIGGEST DISAPPOINTMENT OF THE YEAR | Aliens vs Predator: Requiem | Subcampiona |